# عبد العليم القباني
الشاعر عبد العليم محمد القباني(2 أغسطس 1918 - 14 يناير 2001). ولد عبد العليم القباني في مدينة مطوبس بمحافظة كفر الشيخ في الثاني من أغسطس 1918م، وانتقل مع والده إلى الإسكندرية وعمره خمس سنوات، فنشأ في تلك المدينة الساحرة، وتفتحت عيناه على دنيا تموج بالأحداث والعلاقات، والتحق بالدراسة زمناً قصيراً، ثم خرج إلى معترك الحياة، ليعمل ترزياً عربياُ، يقوم بتفصيل الجلابيب وغيرها، وهي مهنة أخذها عن والده، وبدأ مسيرة الشعر والأدب، فكان له أساتذة في بداياته كانوا يجيئون للجلوس في دكانه، تعلم منهم الكثير أمثال: الشيخ أحمد البصال مأذون كرموز الذي كان يقول الشعر، والشيخ عمر الجندي شيخ معهد الإسكندرية الديني وكانا من زبائنه، كذلك يعتبر القباني من أساتذته الذين تعلم منهم أو من أعمالهم كلاً من فريد أبو حديد وأحمد شوقي والمتنبي، ومن المؤكد أن القباني بنى نفسه بنفسه.
بلغ عبد العليم القباني الثلاثين من عمره فبدأ عهد الإنجازات الكبرى بالنسبة إليه، فقد حصل في عام واحد (عام 1948) على جائزتين من الجوائز الكبرى، كانت الأولى جائزة وزارة المعارف العمومية، وكانت المشاركة في مسابقتها بخمس قصائد، وكان من المحكمين عباس محمود العقاد ومحمد فريد أبو حديد، وقد أدى حصول القباني على الجائزة الأولى في هذه المسابقة إلى تسليط الأضواء عليه، وازداد تألقه حين حصل في العام نفسه على جائزة الإذاعة المصرية في الشعر الغنائي. وقد أدرك القباني أهمية الجوائز فهي تؤدي إلى حضور إعلامي بصورة أو بأخرى، لذلك توالى حصوله على الجوائز الأولى، فحصل على جائزة الشعر الديني من وزارة الأوقاف 1957م وكانت المسابقة عن أبي العباس المرسي، كما حصل على جائزة أحمد شوقي عن أحسن ديوان في الشعر القومي 1964م، وجائزة الشعر الاجتماعي عن الأم من وزارة الشؤون الاجتماعية 1974م، كما حصل على جائزة الشعر الديني في المسابقة التي نظمتها إذاعة لندن 1980م، وحصل على جائزة الإبداع الشعري من مؤسسة البابطين 1991م.
يعد عبد العليم القباني من شعراء الاتجاه الكلاسيكي الذين تمكنوا من أدواتهم تمكناً تاماً، ولهذا استطاع أن ينوّع في بنية قصائده، فكتب الملاحم التي يصل بعضها إلى ثلاثة آلاف بيت مثل الملحمة العرابية، وكتب القصائد المطوّلات، والقصائد القصيرة، والرباعيات، ونَظَمَ عدداً من القصائد المترجمة، كما كتب الأغنيات وكتب الشعر البيتي بما يطيقه ـ ذلك الشكل ـ من إمكانات متنوعة في الأوزان والقوافي، كما كتب شعر التفعيلة، وأحدث ثلاثة دواوين نشرها كتبها على شعر التفعيلة.
تعد ملحمة الحملة الفرنسية من الأعمال الشعرية التي تثبت مقدرة القباني، فقد كتبها تحت عنوان (أبو الهول المصري في مواجهة النسر الفرنسي) وهي عبارة عن قصيدة تقع في 400 (أربعمائة) بيت كتبت جميعها على البحر الطويل (فعولن مفاعيلن فعولن مفاعلن ـ في كل شطر) وأبياتها جميعها على قافية واحدة تلتزم برويّ حرف الراء، وقد استهلها بقوله:
إلى أيِّ ثَغْرٍ ـ قَبَّلَ الكأسَ ـ تنظرُ؟ ومن أيِّ سهمٍ أيها القلبُ تَحْذَرُ؟
ومنها قوله:
وعُدْتُ إلى أيام قومي أصوغها ملاحمَ تُروى.. أو مآسيَ تُذكرُ
وقد كتب القباني ثلاث مسرحيات شعرية ذات الفصل الواحد، صدرت تحت عنوان (قوس قزح) عن الهيئة المصرية العامة للكتاب. ولعل في هذه الإشارات إلى أعماله دليلاً على مقدار التنوع الذي حفلت به كتاباته الشعرية.
وكان للقباني حضور في فترات من حياته الشعرية لم يتحقق لغيره من شعراء الإسكندرية، مثال ذلك ما حدث أثناء العدوان الثلاثي على مصر سنة 1956م فقد علّق الأهالي قصيدته (لا.. لن أعود) في إعلانات ورقية كبيرة على جدران البيوت في ميادين وشوارع السويس والإسماعيلية وبورسعيد.. ويقول في تلك القصيدة:
```
لا..
لن أعود لمنزلي..
لا.. لن أعود
إن العدو الحاقد الموتور
يخترق الحدود
سأرده
سأريه كيف تسودُ
في الحرب الأسود
```

```
ثم يقول:
إني سأجتاح السدود
سأدك جدران الوجود
سأزود عن وطني المجيد
بالنار والدم والحديد
وأعود منتصراً.. وإلا
لن أعود
```

وقد تناول شعر القباني أغراضاً شتى.. منها الغزل والرثاء والشعر الوطني والفكاهي والديني والاجتماعي، ويحظى ديوانه (بقايا سراب) بمكانة رفيعة بين دواوينه القديمة لما اشتمل عليه من موضوعات إنسانية. وحين يكتب القباني في موضوع إنساني نجد قصيدته قد امتازت بالجدة والطرافة والتأثير القوي في المتلقي، ولعل أوضح مثل لهذا الأمر قصيدته (انطلاق) التي مزج فيها بين الشكل البيتي وشكل التفعيلة، وهي من أجمل وأقوى ما أبدعه القباني من شعر وفيها يقول:
```
انطلق وامض إلى حيث تريدْ
عالي الجبهة مضموم اليدِ
انطلق واصعد.. ودع يأس العبيد
لا يلي القمة من لم يصعد
***
قد ترى الدودة في الخبز توارت مستقره
أو ترى في الكأس سماًّ ناقعاً أفسد خمره
أو ترى في جسم حسنائك روحاً لبغيّْ
إن تجد هذا.. فلا تجزع ولا تحفل بشيّْ
أَلْقِ بالخبز لدى أول حفره
وأحْطِمِ الكأس على أول صخره
وارم من خانتك في عرض الطريق
ودَعِ الأمس يوليِّ من يدكْ
وتحفَّزْ لغدكْ
وانطلقْ.. وامضِ.. وسِرْ
هكذا.. الدنيا تمر
```

ثم يقول القباني:
```
كن من القسوة أقسى.. ومن الرحمة أرحم
ومن الصخرة أكدى..
ومن الدوحة أكرم
ومن البومة أنعى..
ومن البلبل أرخم
وكن الليث إذا ما زأر الليث
وأقدم
واقتطف من كل غصن زهره
واغتنم من كل كرم ثمره
وَاسْمُ بالوحدة إن خان الصديق
ودع الأمس يولي من يدك
وتحفز لغدك
وانطلق.. وامض.. وسر
هكذا.. الدنيا تمر
```

ولا يحفل القباني كثيراً بالصورة الفنية في شعره، لكنه يهتم بالعبارة المؤثرة التي تستطيع أن تشغل ذهن المتلقي وتؤثر في مشاعره، وتستدعي لديه أحاسيس إنسانية يشترك فيها معظم الناس، والقصيدة السابقة خير دليل على هذا.
كتب عبد العليم القباني عدداً من الدراسات القيمة مثل كتابه (موقف شوقي والشعراء المصريين من الخلافة العثمانية) وكتاب (رواد الشعر السكندري) كما كتب دراسات غير مسبوقة مثل كتاب فخري أبو السعود، وكتاب عبد الحميد السنوسي، وكتاب مع الشعراء أصحاب الحرف. أصدر القباني ثلاثة وعشرين كتاباً، منها 11 ديواناً شعرياً و12 بحثاً.

## من أشعاره
الأبيات التالية التي قالها الترزي العربي - بلغة أهل الإسكندرية الكرام - هي أن شخصا ما أتعبه عقله في معرفة حقيقة وجود الله عز وجل، ووحدانيته وحكمته في إدارة شؤون خلقه وعباده وعلى شط إسكندرية الجميل رأى طفلا يحفر حفرة ويوسعها قدر استطاعته، فسأله هذا الشاعر ماذا تفعل يا ولدي؟؟!!، فأجابه الطفل: أريد أن أنقل هذا البحر الواسع الكبير كله لهذه الحفرة التي أحفرها وأجتهد في حفرها!!!!!، هل من الممكن أن تساعدني في الحفر يا عمي؟؟!!!،
فقال هذا الرجل العاقل للطفل: أتريد نقل ماء هذا البحر المتوسط لهذه الحفرة التي تحفرها، والله هذا التصور
منك لهو قمة الجنون وذهاب العقل. ومن يتصور من البشر أنه سيحيط بحكمة الله في خلقه، وسيفكر بعقله التافه البسيط الحقير - الذي سيأكله الدود ويتعفن في القبر بعد الموت - أنه سيحيط بفكر وعلم الله في هذا المخ البسيط المصنوع من بعض الدهون والفوسفور والبروتينات، هو كهذا الطفل الذي يريد أن ينقل ماء البحر المتوسط كله في حفرة ما حفرها على أحد شواطيء الإسكندرية؟؟؟؟!!!!!!

## الدواوين الشعرية المنشوره
1. أشعار قومية حصل على جائزة شوقي من المجلس الأعلى للفنون على مستوى البلاد العربية نشر الهيئة العامة للكتاب 1966
2. يقايا سراب، نشر دار المعارف 1970
3. لله وللرسول + العزف على الوتر الأخير «مزيج من الشعر الديني والأجتماعى»، نشر دار لوران بالإسكندرية 1981
4. ملحمة الثورة العرابية في 3000 بيت من الشعر الموزون المقفى نشر الهيئة العامة للكتاب 1982
5. قصائد من حديقة الحيوانات، شعر للأطفال، نشر الهيئة العامة للكتاب 1984
6. أغنيات مهاجرة نشر الهيئة العامة للكتاب 1985
7. قوس قزح «ثلاث مسرحيات فصليات» نشر الهيئة العامة للكتاب 1987
8. حدث في قصر السلطان «شعر حر» نشر الهيئة العامة للكتاب 1988
9. ثورة الرماد، نشر الهيئة العامة للكتاب 1989
10. انطلاق "شعر حر + ديوان من الشعر الحلمنتيشى، نشر الهيئة العامة للكتاب 1990
11. العزف على أوتار لم تتمزق بعد، نشر الهيئة العامة للكتاب 1996
12. أبو الهول المصرى في مواجهة النسر الفرنسي: ملحمة تتحدث عن موقف الشعب المصري إزاء الغزو الفرنسي عام 2000
13. ديوان زجل (من غير زواق) «بعد الوفاة»، نشر مطبوعات الكلمة المعاصرة، 2001

فيما عدا الشعر أصدر المؤلفات المنشورة التالة:
1. شعراء الإسكندرية في العصور الإسلامية عن الهيئة العامة للكتاب مع مقدمة بقلم أ.د محمد طه الحاجري 1964م
2. مع الشعراء أصحاب الحرف الهيئة العامة للكتاب 1967م
3. محمود بيرم التونسي وشعره الفصيح الهيئة العامة للكتاب 1969م
4. إيليا أبو ماضي حياته وشعره بالإسكندرية الهيئة العامة للكتاب 1974م
5. فخري أبو السعود حياته وشعره بالإسكندرية الهيئة العامة للكتاب 1973م (سلسلة المكتبة العربية)
6. رواد الشعر السكندرى في العصر الحديث الهيئة العامة للكتاب 1972 م (المكتبة الثقافية)
7. نشأة الصحافة العربية بالإسكندرية الهيئة العامة للكتاب 1973م (سلسلة المكتبة الثقافية)
8. طه حسين في الضحى من شبابه (1908-1913) الهيئة العامة للكتاب 1976م (سلسلة المكتبة الثقافية)
9. موقف شوقي والشعراء المصريين من الخلافة العثمانية الهيئة العامة للكتاب
10. البوصيري حياته وشعره بالإسكندرية دار المعارف 1971
11. نورس الإسكندرية عن الشاعر أحمد السمرة، هيئة قصور الثقافة 1994
12. علي عقل الخليلي، شاعر التلقائية، دار الوران
13. عبد الحميد السنوسي شعره وحياته بالإسكندرية هيئة الفنون والأداب والعلوم الاجتماعية بالإسكندرية 2000م
14. شاعر من هذا الإقليم عن عبد المنعم الأنصاري

## كتب أصدرها بالاشتراك
- رجل من هذا الإقليم بالاشتراك مع الدكتورين محمد مصطفى هدارة وزكريا عنانى (نور الإسكندرية أحمد السمرة) 1991
- ديوان ثوار الهيئة المحلية.
- ديوان الإسكندرية الهيئة المحلية.

## كتب ودراسات عنه
- شعر عبد العليم القباني: دراسة فنية، أمل سعد علي، الهيئة العامة لقصور الثقافة، القاهرة، 2010

## وفاته
شيعت جنازته إلى مدافن الأسرة القبانية بعمود السواري بحي كرموز بعد صلاة ظهر يوم الأحد 14 يناير 2001، وشارك فيها من الشعراء والأدباء والكتاب: محمود العتريس ود. محمد زكريا عناني وعبد الرحمن درويش وجابر بسيوني ومحمود ضيف الفحام والكاتب الصحفي محمد عبد المجيد.